# Ožbi Ošlak
Ožbi Ošlak (Črna na Koroškem, 25 gennaio 1977) è un ex sciatore alpino sloveno.

## Biografia
Specialista delle prove veloci originario di Črna na Koroškem e attivo dal gennaio del 1995, Ošlak esordì in Coppa Europa il 23 gennaio 1996 ad Altenmarkt-Zauchensee in supergigante (57º) e in Coppa del Mondo il 6 dicembre 1997 a Beaver Creek nella medesima specialità, senza concludere la prova. In Coppa Europa conquistò l'unico podio il 21 dicembre 1999 a Sankt Moritz in discesa libera (2º), mentre in Coppa del Mondo ottenne il miglior piazzamento il 26 novembre 2000 a Lake Louise in supergigante (30º) e prese per l'ultima volta il via il 28 dicembre 2001 a Bormio in discesa libera (41º). Si ritirò al termine della stagione 2004-2005 e la sua ultima gara fu uno slalom speciale FIS disputato il 26 marzo a Areh/Pohorje; non prese parte a rassegne olimpiche o iridate. 

## Palmarès

### Coppa del Mondo
- Miglior piazzamento in classifica generale: 141º nel 2001

### Coppa Europa
- Miglior piazzamento in classifica generale: 40º nel 2000
- 1 podio:
  - 1 secondo posto

### Campionati sloveni
- 3 medaglie:
  - 1 oro (discesa libera nel 2000)
  - 1 argento (discesa libera nel 1999)
  - 1 bronzo (supergigante nel 1999)